# Oxydation de Sarett
L'oxydation de Sarett est l'oxydation d'un alcool en cétone ou en aldéhyde par un complexe de trioxyde de chrome et de pyridine . Cette réaction porte le nom du chimiste américain Lewis Hastings Sarett (1917-1999) qui l'a décrite en 1953.
Théoriquement, vu que le réactif de Sarett ne contient pas d'eau, l'oxydation des alcools primaires s'arrête à l'aldéhyde, contrairement à l'oxydation de Jones. Toutefois, vu le caractère hygroscopique du complexe CrO3.2Py les alcools primaires sont parfois suroxydés en acides carboxyliques.
La préparation de ce réactif n'est pas sans risques, en effet la présence simultanée de plusieurs composés chromé de degré d'oxydation différents peut provoquer une vive réaction d'oxydoréduction et l'inflammation du solvant. De plus la présence de pyridine empêche l'exploitation de cette technique sur les composés sensibles aux bases.